# Panesthia ancaudellioides
Panesthia ancaudellioides är en kackerlacksart som beskrevs av Roth, L. M. 1977. Panesthia ancaudellioides ingår i släktet Panesthia och familjen jättekackerlackor. Inga underarter finns listade i Catalogue of Life.